# 大叶紫堇
大叶紫堇（学名：Corydalis temulifolia）为罂粟科紫堇属下的一个种。

## 扩展阅读
- 維基物種上的相關：大叶紫堇